# Пина (фильм)
«Пина» (также Пи́на. Танец страсти 3D) — документальный фильм Вима Вендерса о немецком хореографе Пине Бауш, вышедший на экраны в 2011 году. Это первый фильм Вендерса, снятый в формате 3D. Премьера состоялась на Берлинском фестивале 2011 года. В России фильм вышел 28 июля того же года.

## Замысел
Вим Вендерс и раньше обращался к теме музыки и танца, например в своём фильме 1999 года «Клуб Буэна Виста». Вим Вендерс был глубоко впечатлён, когда в 1985 году он впервые увидел спектакль «Café Müller» во время выступлений танцтеатра Вупперталя в Венеции. 
Не знаю, что тогда произошло со мной. Я обнаружил себя, сидящим на краю стула и рыдающим как ребёнок. Я был полностью подчинён действу, разворачивающемуся на сцене, и ощущал, что стал свидетелем чего-то прекрасного.
Встреча двух артистов переросла в долгую дружбу и со временем в идею создания совместного фильма. Однако эта идея долго не могла воплотиться в жизнь из-за ограниченных технических возможностей: Вендерс чувствовал, что пока не нашёл способ транслировать уникальное искусство Пины Бауш, движения, жесты, речь и музыку в фильм.
Решающий момент для Вима Вендерса настал, когда ирландская рок-группа U2 представила свой 3D-концерт «U2-3D» в Каннах. Вендерса осенило: «С форматом 3D наш проект станет возможным! Только таким образом, включая пространственное измерение, я осмелюсь перенести Танцтеатр Пины в соответствующей форме на экран». Вендерс начал систематически изучать новое поколение цифровых камер 3D и в 2008 году совместно с Пиной начал обсуждение реализации их совместной мечты. Вместе с Вимом Вендерсом Бауш выбрала постановки "Café Müller", "Le Sacre du printemps", "Vollmond" и "Kontakthof" и внесла их в репертуар труппы сезона 2009/2010.

## Съёмки
Вендерс начал снимать фильм ещё при жизни Бауш, но в 2009 году она умерла. Режиссёр хотел прекратить работу над фильмом, однако увидев, что танцоры продолжали выступать и даже начали репетировать  партии Пины, возобновил съёмки: 
Я понял, что отказ от съемок — неверное решение, и все мы должны отдать последнюю дань уважения Пине.
Таким образом, фильм превратился в мемориальный; его девизом стала фраза Пины Бауш: «Танцуй, танцуй, иначе мы пропали».
Съёмки фильма проходили в земле Северный Рейн-Вестфалия (Германия), в городах Вупперталь, Золинген, Эссен. Неоднократно в кадре появляется вуппертальская подвесная дорога.
В фильме использованы документальные кадры с участием Пины Бауш, интервью с танцовщиками вуппертальской труппы современного танца, фрагменты спектаклей с её хореографией: 
- Кафе Мюллер (Café Müller) с музыкой Генри Пёрселла
- Весна священная (Le Sacre du printemps) с музыкой Игоря Стравинского
- Зоны контакта (Kontakthof)
- Полнолуние (Vollmond)

В фильме звучат немецкий, французский, испанский, хорватский, итальянский, португальский, русский и корейский языки.
В трейлере фильма звучит композиция Aria из альбома «Maria T» Balanescu Quartet.

## В ролях
В фильме заняты танцовщики вуппертальской труппы современного танца и другие танцовщики. Также в фильме появляется и сама Пина Бауш.

 «Пина» — не столько кино или даже спектакль, сколько сборник живых картин, объединённых по-античному восхищённым отношением к человеческому телу. Танец в стеклянном кубе, электропоезде, могиле, пустыне, на заброшенной фабрике, наконец, танец с бегемотом — почти два часа танцевальных номеров, перебитых документальными вставками, в которых танцоры рассказывают, какое место занимала Бауш в их жизни, так, как будто потеряли мать. Пина учила их не только спокойствию и терпению, но и тому, как выразить все грани человеческого горя пластическими методами. Теперь, когда её не стало, единственное, что могут сделать ученики, — исполнить для неё последний танец, самый искренний и самый печальный. — Анна Сотникова, Афиша.ру 

## Фестивали, награды и призы
- Фильм был представлен на Берлинском кинофестивале во внеконкурсной программе.
- В июне фильм был показан во внеконкурсной программе 33-го Московского кинофестиваля.[5]
- В сентябре 2011 фильм был показан на кинофестивале в Сан-Себастьяне (Испания).[6]
- Получил награду Deutscher Filmpreis за лучший документальный фильм 2011 года, а также номинировался за лучшую режиссуру.[7]
- Номинировался на Премию британского независимого кино (British Independent Film Awards) за лучший иностранный фильм.[8] Также получил номинацию на премию BAFTA за лучший фильм не на английском языке.
- Номинировался на приз Ассоциации кинокритиков Чикаго[9], а также на премию Гильдии сценаристов США за лучший сценарий к документальному фильму.
- Фильм «Пина» выдвинут от Германии на премию Американской киноакадемии в категории «Лучший фильм на иностранном языке» [10]. В итоге фильм был номинирован на эту премию в категории «Лучший документальный фильм».
- Приз на European Film Awards («Феликс») в категории «Лучший документальный фильм».[11][12]

## Версии фильма
На Берлинском кинофестивале была представлена киноверсия длительностью 106 минут. В кинотеатрах шла 100-минутная версия.
Версии фильма на DVD и Blu-Ray появились 6 октября 2011 (по данным компании CP-Digital, по другим данным 30 сентября 2011). Версия на стандартном Blu-Ray длится 99 минут, на delux-издании 103 минуты.
На Blu-Ray представлены 3D- и 2D-версии. На DVD — только 2D-версия фильма.